# Phyllophaga nitidicollis
Phyllophaga nitidicollis är en skalbaggsart som beskrevs av Blanchard 1851. Phyllophaga nitidicollis ingår i släktet Phyllophaga och familjen Melolonthidae. Inga underarter finns listade i Catalogue of Life.